# Eikon Grafik-Presse
eikon Grafik-Presse war ein von 1964 bis 1992 existierender Verlag in Dresden.

## Geschichte
Im Verlag der Kunst Dresden wurden unter der Leitung von Rudolf Mayer (1928–2008) 55 hochwertige Editionen originaler Drucke unter dem Titel eikon Grafik-Presse publiziert. Das Spektrum der beauftragten Künstler war dabei besonders breit, der Bogen spannte sich von Drucken aus Vietnam über die Moderne des frühen 20. Jahrhunderts bis hin zu zeitgenössischer Kunst der beiden deutschen Staaten. „Die eikon Grafik-Presse war ein zentrales Forum für die Vielfalt der anspruchsvollen Künstlergraphik in der DDR, schließlich eine feste Größe im (zumindest nicht offiziellen) Kunstbetrieb.“
Die Künstler-Mappen enthalten u. a. Lithographien von Paul Mechel, Honoré Daumier oder Radierungen von Dietrich Finndorf (Erstdruck der Platten des mecklenburgischen Künstlers aus dem Jahre 1767). Rudolf Mayer arbeitete zusammen mit Wilhelm Rudolph, Bernhard Kretzschmar und Fritz Cremer, aber auch mit den damals jungen und progressiven Künstlern wie Eberhard Göschel, Max Uhlig, Michael Morgner und Wilhelm Müller. Es lässt sich feststellten, dass nicht unbedingt das allseits Bekannte gefördert wurde, vielmehr suchte Mayer das Besondere, übersehene, vergessene oder wenig bekannte künstlerische Äußerungen. Es entstanden Editionen aus den Nachlässen von Hans Theo Richter und Ernst Hassebrauk. Auch die osteuropäische Kunst fand Beachtung, so wurden Photographien und Photomontagen von Alexander Rodtschenko herausgegeben, es entstand eine herausragende Mappe mit Farblithographien von Victor S. Vilner, zum Verlagsbestand gehören auch Radierungen von Anatoli Lwowitsch Kaplan. Drei Künstler förderte Rudolf Mayer besonders, dies waren Hermann Glöckner, Otto Niemeyer-Holstein und HAP Grieshaber.